# Elbait

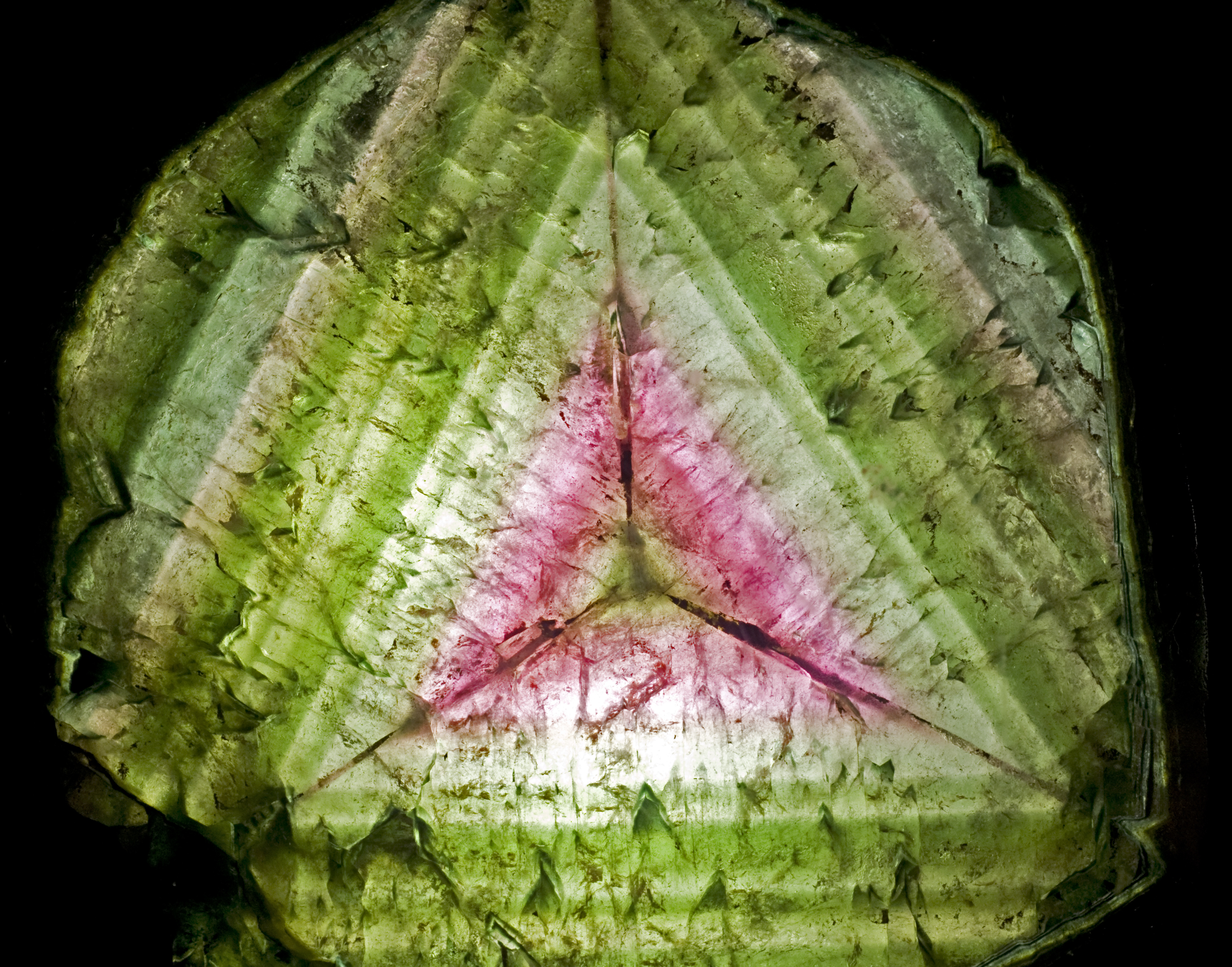
vzorek s viditelnou zonálností elbaitu

Elbait je minerál, který patří do skupiny turmalínů a též se mu přezdívá „barevný turmalín“. Svůj název získal podle ostrova Elba u italských břehů, kde bylo na puklinách žuly nalezeno mnoho nádherných krystalů tohoto nerostu. Barevnost zahrnuje téměř jakoukoliv barvu vzhledem k skvělé chemické mísitelnosti mezi jednotlivými odrůdami.

## Vznik
Vznik elbaitu je striktně vázán na lithium bohaté granitické pegmatity, často v asociaci s minerály jako je lepidolit a albit. Může se vyskytovat také v rozsypech.

## Vlastnosti
Krystaly elbaitu jsou nejčastěji trojboké nebo šestiboké podélně rýhované sloupce, ukončené plochou spodovou nebo častěji plochami nízkých pyramid. U oboustranně ukončených krystalů bývá každý konec krystalu jinak ukončen, čímž se projevuje strukturní polarita elbaitu. Nejen u elbaitu, ale i u turmalínů se vyskytuje piezoelektrický efekt. Je-li krystal zahříván nebo podroben tření či tlaku, elektricky se nabíjí a jeho konce začnou přitahovat jemné částečky z okolí. Jeden konec se nabíjí kladně a druhý záporně. Díky výborné chemické mísitelnosti s ostatními odrůdami se setkáváme také se zonálností elbaitu. Často se tak může stát, že střed krystalu má jinou barvu než jeho zevnějšek nebo se může lišit vrchní a spodní část krystalu. Kombinace těchto zonálností je natolik různorodá, že mnohdy nelze zcela bezpečně odlišit všechny možné variety a dokáže je určit teprve až podrobný rozbor na elektronové mikrosondě.

## Využití
Elbait a jeho odrůdy se hojně používají v klenotnictví jako hodnotné drahokamy. Jedná se také o velice překrásnou sbírkovou záležitost a nejkrásnější kousky jsou často k vidění ve světových muzeích.

## Odrůdy

### Achroit
Achroit je vzácná bezbarvá odrůda elbaitu. Jeho jméno pochází z řeckého slova achromos (άχρωμος), což znamená bez barvy. Přestože jde o velice vzácnou odrůdu, jeho cena na trhu s drahokamy není nijak závratná, proto se těší většímu zájmu u sběratelů, kde se hlavně cení dobře vyvinuté krystaly. Achroit můžeme nalézt v pegmatitech na Madagaskaru, v Kalifornii (USA) nebo na lokalitě Saint Austell, Cornwall, na jihozápadu Anglie, odkud pochází většina nalezených vzorků.

### Indigolit
Indigolit je odrůda elbaitu modré barvy, která téměř odpovídá barvivu indigo, odkud získala svůj název. Krystaly indigolitu jsou většinou krásné dlouhé sloupce drahokamové kvality. Známou českou lokalitou, kde se indigolit vyskytuje je Rožná. Zde se dá najít v asociaci s rubelitem a lepidolitem. Mezi další známé světové lokality odkud pocházejí velmi čisté kusy je například Brazílie nebo Srí Lanka.

### Melounový turmalín
Melounový turmalín není zcela akceptovanou odrůdou elbaitu, jedná se totiž o šperkařský termín. Pokud elbait vykazuje červeno-zelenou zonálnost velice podobnou melounu, označuje se jako melounový turmalín. Tato velice hezká anomálie se používá převážně do šperků, většinou je broušena a leštěna na destičky, jejichž okraje se nijak výrazně neupravují.

### Paraíba (turmalín)
Paraíba (turmalín) je extrémně vzácná neonově modře zabarvená odrůda elbaitu. V roce 1989 byly u města Sao José de Batalha ve východobrazilském státě Paraíba nalezeny krystaly tohoto drahokamu a ihned se stal světovou senzací. Nový turmalín se rychle zařadil po bok těch nejdražších drahokamů. Svítivě modrá, modrozelená až zelená barva paraíba turmalínu je způsobena příměsí mědi a jeho cena se pohybuje okolo 4000 $ za karát, přičemž krystaly nad dva karáty jsou poměrně vzácné.

### Rubelit
Rubelit je odrůda elbaitu se sytě růžovou až červenou barvou. Jméno pochází z latinského rubellus a znamená narůžovělý nebo podobný rubínu. Dá se nalézt na řadě lokalit. Největší krystal rubelitu, který byl kdy nalezen je pojmenován „Raketa“ a měří úctyhodných 109 cm na délku. Rubelity se dají brousit do různých tvarů a dokonale vyvinuté růžové krystaly tvoří překrásné sbírkové exponáty.

### Verdelit
Verdelit (též emeraldit) je odrůda elbaitu listově zelené barvy. Jedná se o nejběžnější varietu a je obsažen ve většině vzorků. Nejčastější naleziště tohoto minerálu jsou v USA a to z dolů Stewart, Pala v Kalifornii anebo Dunton ve státě Maine. Zde se našly až 27 cm dlouhé krystaly.

## Galerie

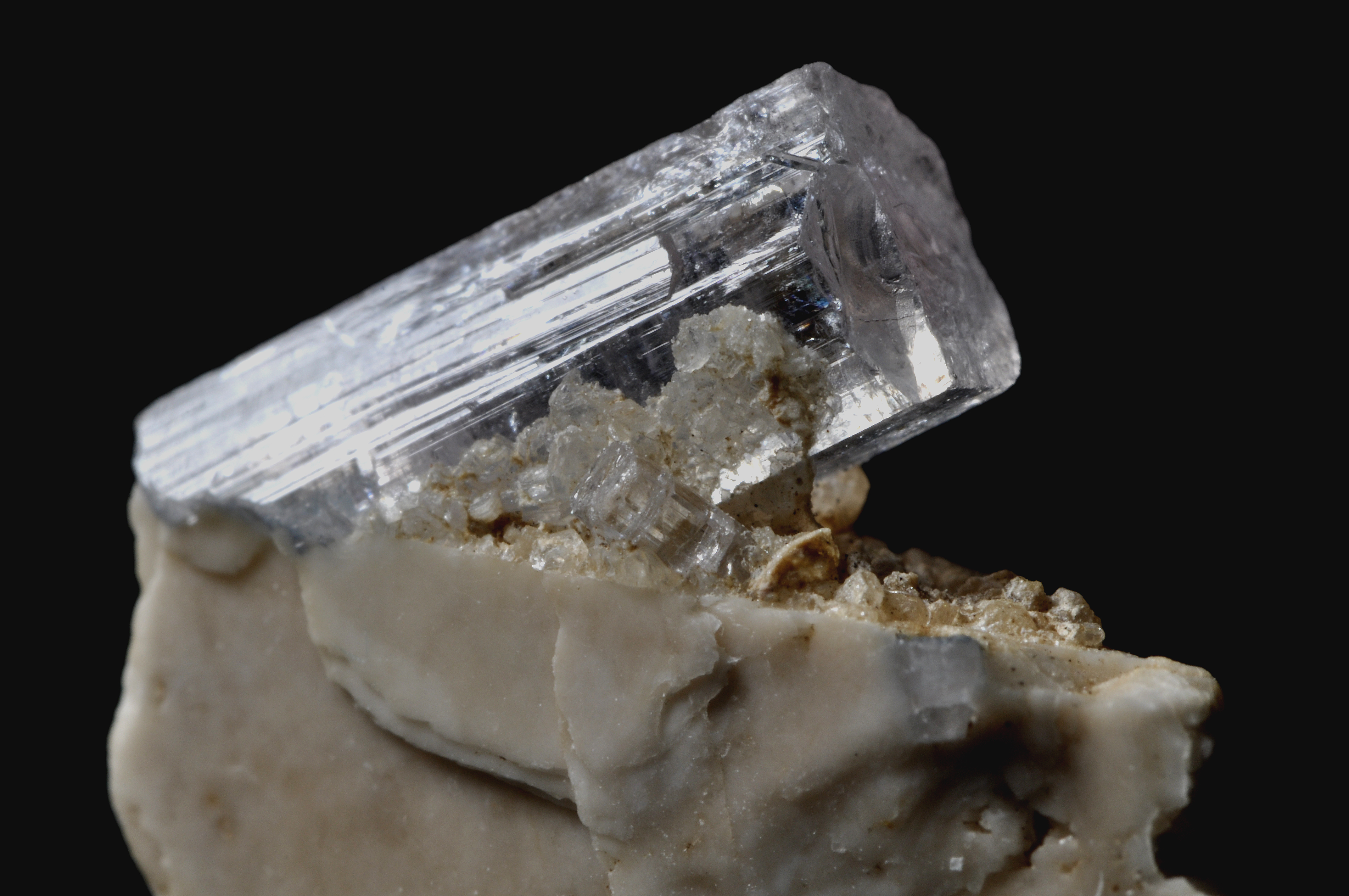
Achroit
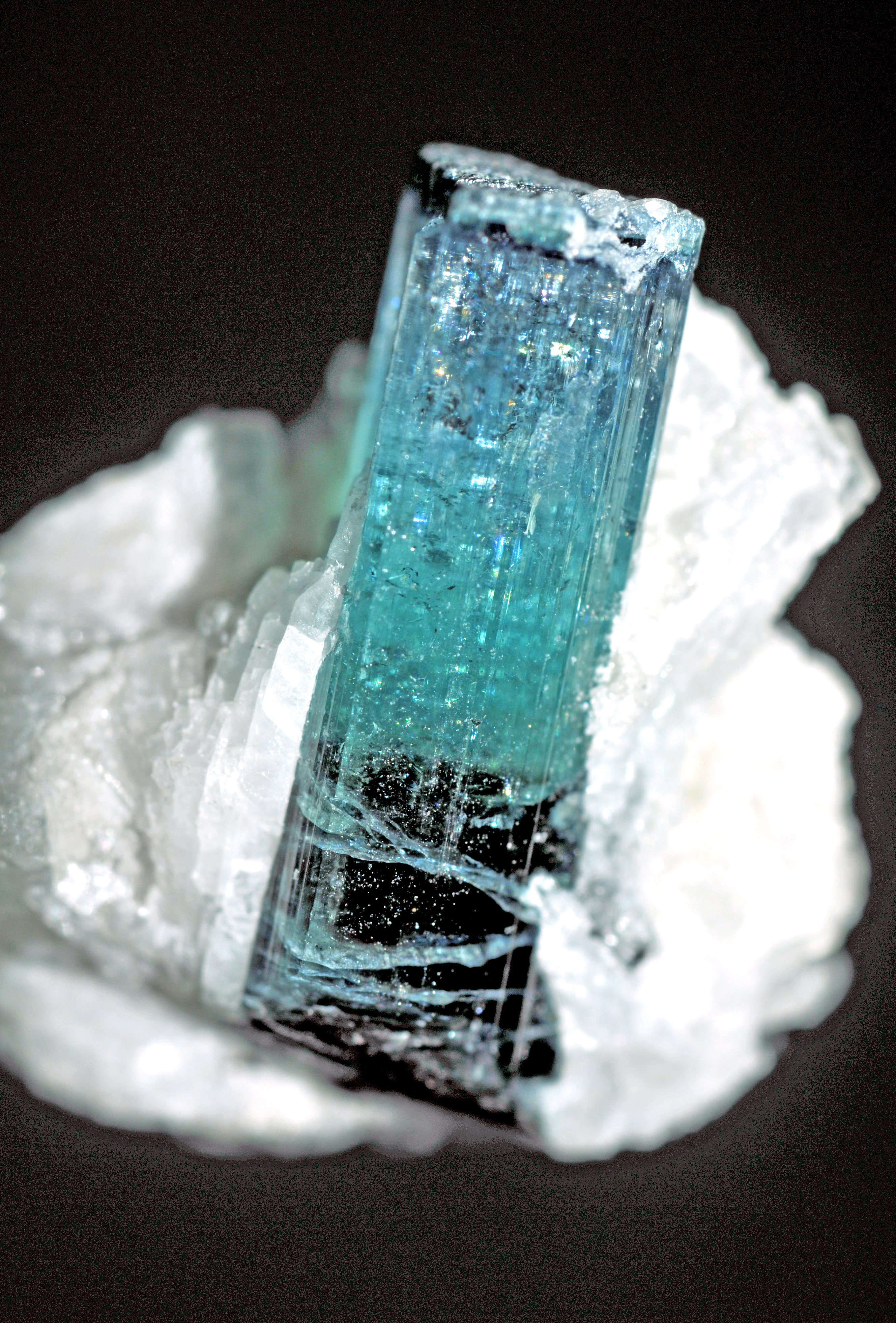
Indigolit
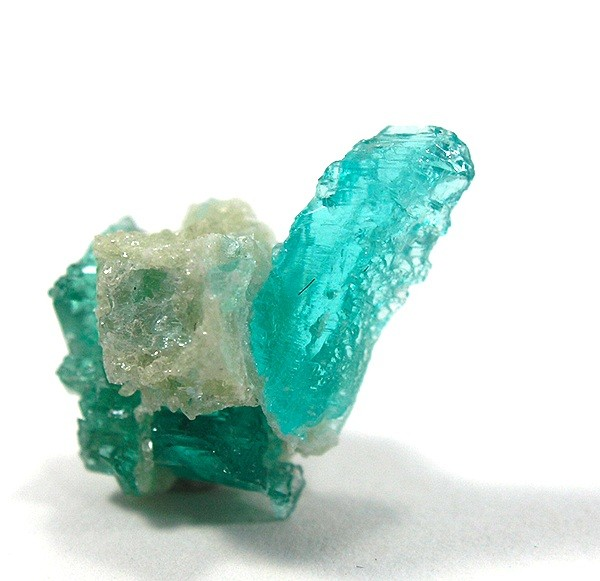
Paraíba
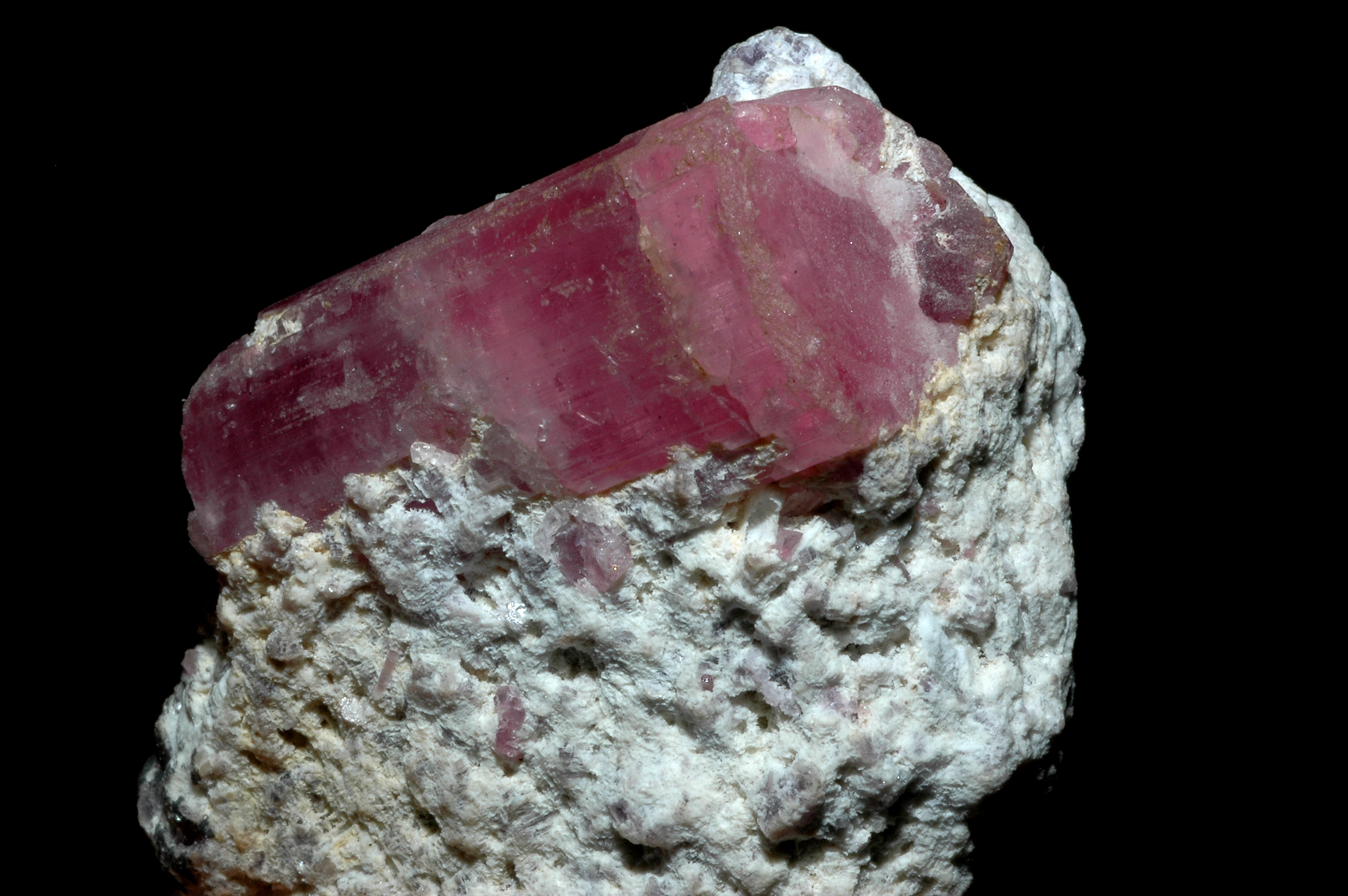
Rubelit
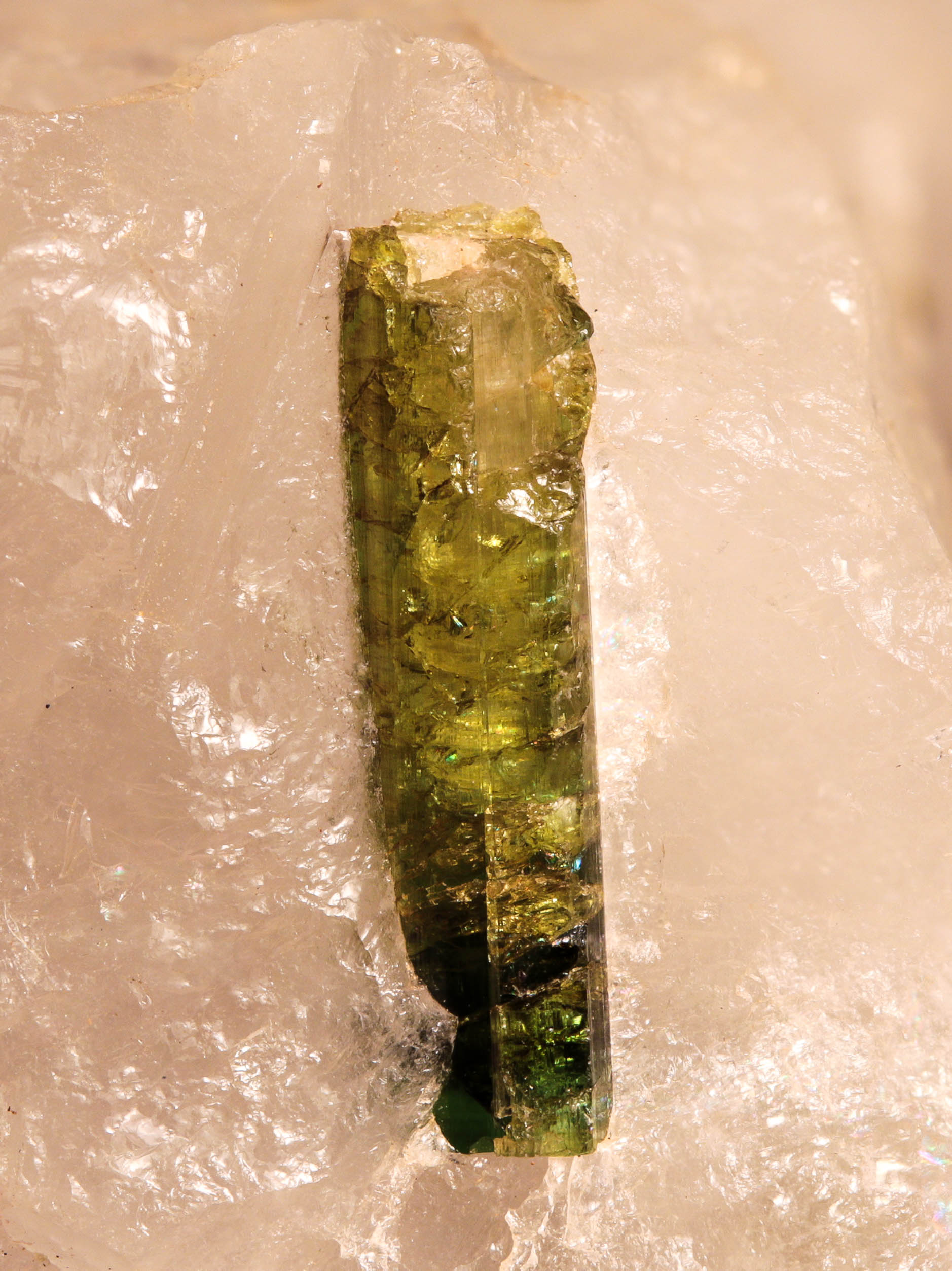
Verdelit

## Výskyt
- Rožná, Česko (rubelity, indigolity, verdelity společně s lepidolitem na Li-pegmatitovém ložisku)
- Gilgit (Pákistán) a Kunar (Afghánistán) (kvalitní vzorky drahokamové kvality)
- Utö, Švédsko
- Malchan, Rusko